# Дотті Доджіон
Дотті Доджіон (англ. Dottie Dodgion; ім'я при народженні Дороті Розалі Джаймо (англ. Dorothy Rosalie Giaimo); 23 вересня 1929 — 17 вересня 2021) — американська джазова барабанщиця та співачка.

## Життя і кар'єра
Доджіон народилася 23 вересня 1929 року в місті Брея, штат Каліфорнія. У дитинстві Джаймо співала в гурті, яким керував її батько, барабанщик. Вона виросла в Bay Area і в підлітковому віці співала з джазовим гітаристом Ніком Еспозіто та басистом Чарльзом Мінгусом . Ранній шлюб з Робертом Беннетом був анульований. Вийшовши заміж за Монті Будвіга в 1952 році, вона почала грати на барабанах, але Будвіг намагався відмовити її від інструменту; її заохочували грати Джеррі Доджіон і басист Юджин Райт, а потім розлучилася з Будвіг у 1954 році, щоб вийти заміж за Доджіона. Її новий чоловік порадив їй вибрати між співом і барабанами; вона вирішила зосередитися на останньому.
До кінця десятиліття вона працювала з Карлом Фонтаною в Лас-Вегасі, а потім переїхала в 1961 році до Нью-Йорка. Там вона десять днів грала в ансамблі Бенні Гудмена (її чоловік також працював з Гудманом), але її звільнили за те, що вона отримала більше оплесків, ніж її бос, пише Доджіон у своїй автобіографії. Незабаром її найняв Тоні Беннетт, який виступав у готелі Waldorf-Astoria. Протягом десятиліття вона працювала з Меріан Макпартленд і Едді Гомесом, Біллі Мітчеллом і Елом Греєм, Диким Біллом Девісоном, Елом Коном і Зутом Сімсом. На початку 1970-х років вона працювала з Рубі Брафф і Джо Венуті, потім грала разом зі своїм чоловіком у Німеччині з Уолтером Норрісом і Джорджем Мразом. Дотті та Джеррі Доджіони розлучилися в 1975 році, а через кілька років розлучилися.
У 1977 році Меріан Макпартленд сформувала жіночу групу з Доджіон, Ві Редд, Мері Осборн і Лінн Мілано. Дотті на деякий час переїхала до Вашингтона, округ Колумбія, де вона була музичним керівником клубу The Rogue and Jar, але клуб закрився в січні 1979 року. Повернувшись до Нью-Йорка, у 1980-х роках вона працювала з Мелбою Лістон, Джорджем Вейном, Майклом Бреккером і Ренді Бреккером, Френком Вессом, Джиммі Роулзом, Керол Слоун, Пеппер Адамс, Томмі Фланаганом, Роландом Ханною, Солом Ністіко, Гербом Еллісом, Кріс Уайт, Боб Креншоу, Джо Ньюман і Гарольд Данко. Після повернення в Bay Area в 1984 році вона регулярно грала на джазовому фестивалі в Монтереї.
Доджіон померла 17 вересня 2021 року в хоспісі в Пасіфік-Гроув, штат Каліфорнія, після перенесеного інсульту. У неї залишилась єдина дочка від шлюбу з Будвігом. У березні 2021 року видавництвом University of Illinois Press опубліковано автобіографію «The Lady Swings: Memoirs of a Jazz Drummer», яку написали Доджіон і Вейн Енсіст.